# Spirit Exit
Spirit Exit – album studyjny włoskiej kompozytorki Cateriny Barbieri, wydany przez nią 8 lipca 2022 roku we Włoszech nakładem własnej wytwórni Light-Years jako: podwójna płyta winylowa (w ograniczonym nakładzie) i CD oraz na świecie jako digital download (8 plików MP3).

## Album

### Historia i muzyka
Album został w większości nagrany i wyprodukowany w domowym studiu Barbieri w Mediolanie w 2020 roku, w trakcie pandemii COVID-19. Jest pierwszym wydawnictwem nowej wytwórni artystki, Light-Years, którą założyła na początku tego roku. Łącząc głos, uczenie maszynowe i fragmenty stworzone z użyciem gitary klasycznej z arpeggiami syntezatorów Barbieri zaprezentowała na albumie nowy język dźwiękowy. Inspirację czerpała z posthumanistycznych teorii filozofki Rosi Braidotti, metafizycznych poematów Emily Dickinson oraz z XVI-wiecznego, mistycznego tekstu Twierdza wewnętrzna pióra św. Teresy z Ávili.
W wywiadzie dla Rolling Stone Barbieri stwierdziła: „Spirit Exit to ewolucja, która ma swoje korzenie w moich poprzednich pracach, ale organicznie rozszerza się w bardziej hojny dźwiękowy wszechświat, w którym do mojego instrumentu, modularnego, dołącza barwa głosu, gitary, fortepianu”.

### Lista utworów
Lista i informacje według Discogs:
| 1. | At Your Gamut                  | 7:06  |
|    |                                |       |
| 2. | Transfixed                     | 5:13  |
|    |                                |       |
| 3. | Canticle Of Cryo               | 7:42  |
|    |                                |       |
| 4. | Knot Of Spirit (Synth Version) | 10:19 |
|    |                                |       |
| 5. | Broken Melody                  | 4:26  |
|    |                                |       |
| 6. | Life At Altitude               | 7:49  |
|    |                                |       |
| 7. | Terminal Clock                 | 5:01  |
|    |                                |       |
| 8. | The Landscape Listens          | 8:17  |
|    |                                |       |
|    |                                | 55:53 |
|    |                                |       |

### Informacje
- Caterina Barbieri – kompozycja, produkcja, miksowanie
- Antoine "Chab" Chabert – mastering
- Carlo Maria – dodatkowy miks (utwory: 2, 3, 5, 7), syntezator MC-202 (utwór 6)
- Furmaan Ahmed – zdjęcie
- Nicola Tirabasso – design
- kierownictwo artystyczne – Caterina Barbieri, Ruben Spini

## Odbiór

### Opinie krytyków
| Oceny łączne      | Oceny łączne |
| Publikacja        | Ocena        |
| ----------------- | ------------ |
| Album of the Year | 74/100       |
| Metacritic        | 82/100       |
| Recenzje          |              |
| Publikacja        | Ocena        |
| Crack Magazine    | 07/10        |
| Loud And Quiet    | 7/10         |
| Pitchfork         | 7.6/10       |
| Uncut             | 8/10         |

Album otrzymał średnią ocenę 74 na 100 na podstawie 4 recenzji krytycznych w podsumowaniu Album of the Year oraz 82 na 100 na podstawie 5 recenzji krytycznych w podsumowaniu Metacritic.
Zdaniem Louisa Patisona z magazynu Uncut „panuje tu [na albumie] nastrój wielkiej powagi, ale mieszanka duchowości i futuryzmu Spirit Exit jest często fascynująca”.
Linnie Greene z Pitchforka ocenia, iż Spirit Exit „jest bogaty w powolne budowanie i intensywne, polifoniczne pejzaże dźwiękowe, które wydają się intymne pomimo swojej niesamowitości. Ale tutaj Barbieri zamienia długość na głębię, tworząc osiem zwracających uwagę utworów, które są bardziej celowe i wyraziste niż w przeszłości”. „Dualności Barbieri – święte i bluźniercze, starożytne i nowomodne, ekstatyczne i skazane na zagładę – nadają Spirit Exit jej moc”, podsumowuje recenzentka.
„Spirit Exit sprawia wrażenie spokojnego chaosu emanującego z rozległego portalu pustki – uważa Shrey Kathuria z magazynu Loud And Quiet. Jego zdaniem „w równym stopniu błogie i tajemnicze, arpeggiowane syntezatorowe pasaże Barbieriego opowiadają abstrakcyjną historię, która jest zarówno melancholijna, jak i naładowana energią”. 
Według Conora McTernana z magazynu Resident Advisor „kierowany przez filozofki i mistyczki, takie jak św. Teresa z Avili, Rosi Braidotti i Emily Dickinson, piąty album włoskiej wirtuozki syntezatorów i arpeggio Cateriny Barbieri, Spirit Exit, ma rosnącą jakość. To płyta z fascynującym kunsztem piosenek, pewniejsza siebie niż kiedykolwiek wcześniej”. 
Josh Baines z Crack Magazine twierdzi, że „mglisty cień Tangerine Dream ciąży nad całą płytą”, a za najlepszy utwór albumu uważa „The Landscape Listens”, będący „ośmiominutową podróżą na krańce atmosfery bez rytmu. To idealnie przejmujące zakończenie płyty, która wyróżnia się w uchwyceniu szczególnego czasu i miejsca”.

### Listy tygodniowe
| Kraj            | Lista                      | Pozycja |
| --------------- | -------------------------- | ------- |
| Wielka Brytania | Album Downloads            | 45      |
| Wielka Brytania | Independent Albums         | 41      |
| Wielka Brytania | Independent Album Breakers | 13      |